# Thompsons transitivitetssats
Thompsons transitivitetssats är inom matematiken ett resultat som ger krav under vilka centret av en abelsk delgrupp A av en grupp G verkar transitivt på vissa delgrupper normaliserade av A. Den uppstod i beviset av Feit–Thompsons sats av Feit och  Thompson (1963), där den användes till att bevisa Thompsons unikhetssats.

## Satsen
Anta att G är en ändlig grupp och att p är ett primtal så att alla p-lokala delgrupper är p-begränsade. Om A är en självcentrerande normal abelsk delgrupp av en p-Sylowdelgrupp med rang A minst 3, då verkar  centret CG(A) transitivt på maximala A-invarianta q-delgrupperna av G för varje primtal q ≠ p.